# Bahnhof Schwerte (Ruhr)
Der Bahnhof Schwerte (Ruhr) ist ein Eisenbahnknotenpunkt in der mittleren kreisangehörigen Stadt Schwerte in Nordrhein-Westfalen. Er ist laut nordrhein-westfälischem Denkmalschutzgesetz als Kulturdenkmal eingestuft.

## Geschichte

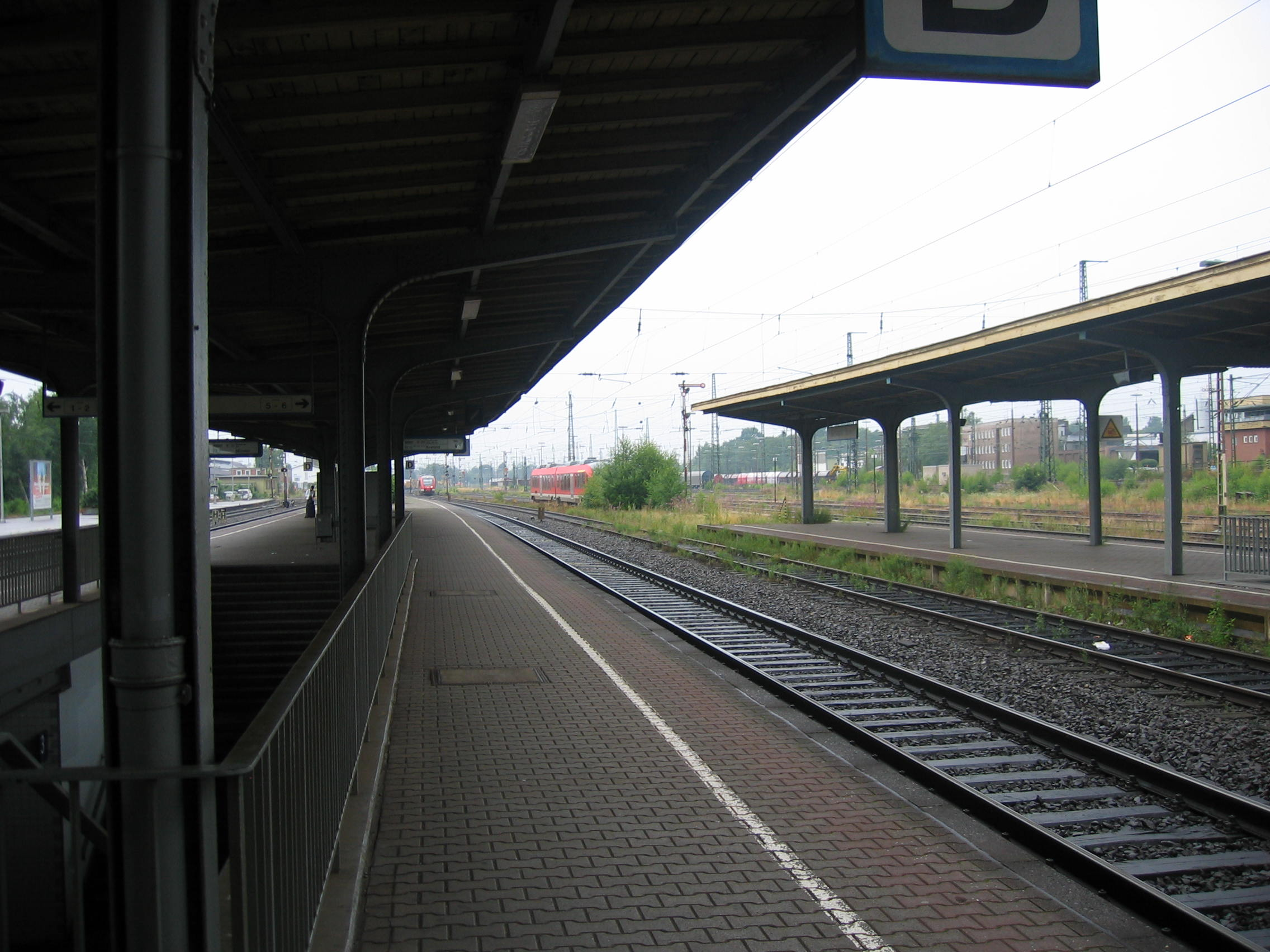
Bahnhof noch mit Formsignalen, 2005

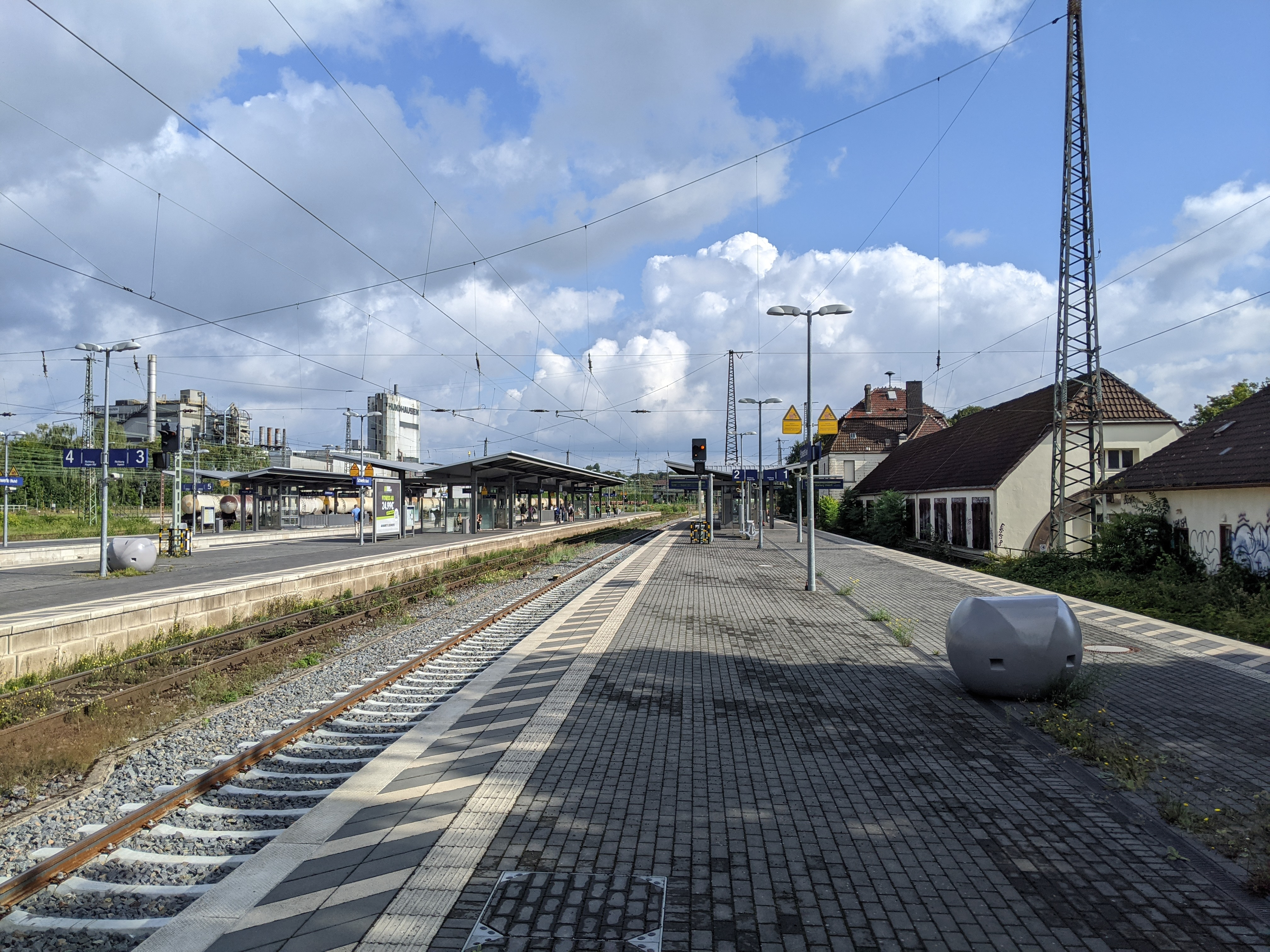
Gleise und Bahnsteige, 2024

Der Bahnhof wurde von der Bergisch-Märkischen Eisenbahn-Gesellschaft am 1. April 1867 mit dem Abschnitt Hengstey–Holzwickede der Bahnstrecke von Hagen nach Unna eröffnet und für den Verkehr freigegeben. Am 1. Juni 1870 ging das Teilstück von Schwerte nach Arnsberg der Oberen Ruhrtalbahn in Betrieb. Damit wurde Schwerte ein bedeutender Knotenpunkt, besonders für die vielen Kohlenzüge zwischen dem Ruhrgebiet und Mitteldeutschland. Der sich rasant entwickelnde Rangierbetrieb führte gegen Ende des 19. Jahrhunderts zum Bau eines Ringlokschuppens, einer Werkstatt und zahlreichen Zugbildungs- und Abstellgleisen. 1910 kam die Strecke nach Iserlohn und 1912 jene nach Dortmund-Hörde hinzu. Ab 1911 entstand an der Oberen Ruhrtalbahn der nahe Rangierbahnhof Geisecke. Beim Ausbau der Gleisanlagen wurden mehrere Über- und Unterführungen errichtet, um Behinderungen der Zugfahrten mit den Rangierbewegungen weitgehend auszuschließen. Mit 2000 Wagen pro Tag erreichte der zweiseitige Verschiebebahnhof 1913 seine volle Leistungsfähigkeit.
Bei der Suche nach einem geeigneten Standort für ein Eisenbahnausbesserungswerk wurde Schwerte aufgrund seiner verkehrsgünstigen Lage an mehreren Hauptstrecken gewählt. Auf dem bis dahin landwirtschaftlich genutzten, 2,5 ha großen Gelände in Schwerte-Ost begannen die ersten Vorarbeiten im Sommer 1914. Der Erste Weltkrieg sowie Verzögerungen bei den Genehmigungs- und Finanzierungsverfahren verzögerten die Fortführung bis zum 1. Januar 1919. Kostensteigerungen und Streiks störten wiederholt den Fortgang der Baumaßnahmen. Am 1. Oktober 1922 konnte das Eisenbahnausbesserungswerk Schwerte-Ost schließlich eröffnet werden. Es umfasste drei große Schiebebühnenfelder, eine Lokomotivrichthalle, eine Schmiede, eine Dreherei, eine Kesselschmiede und eine Gießerei sowie Lager- und Verwaltungsgebäude. Zunächst wurden die preußischen Gattungen G 7, G 8, G 10, G 12, T 12, T 14, T 16, P 8 und P 10 in Schwerte ausgebessert.
Der mit der Bahn verbundene wirtschaftliche Aufschwung brachte der Stadt zwischen 1885 und 1910 eine Vervierfachung der Einwohnerzahl. 1920 begann der Bau der Kreinberg-Siedlung in Schwerte-Ost, die 1935 fertiggestellt wurde. Diese Siedlung diente für die Arbeiter des Eisenbahnausbesserungswerks, wo 1925 ca. 1600 Personen tätig waren. Die folgenden, von Krisen geprägten Jahre brachten Kurzarbeit und Entlassungen mit sich. Ab 1933 nahm die Belegschaftszahl wieder zu. 1938 wurden von über 2300 Arbeitern rund 1100 Lokomotiven ausgebessert, darunter ab 1936 auch Schnellzug-Lokomotiven der Baureihen 03 und anderen. 1942 wurde die Ausbesserung der 20 000. Lokomotive gefeiert.

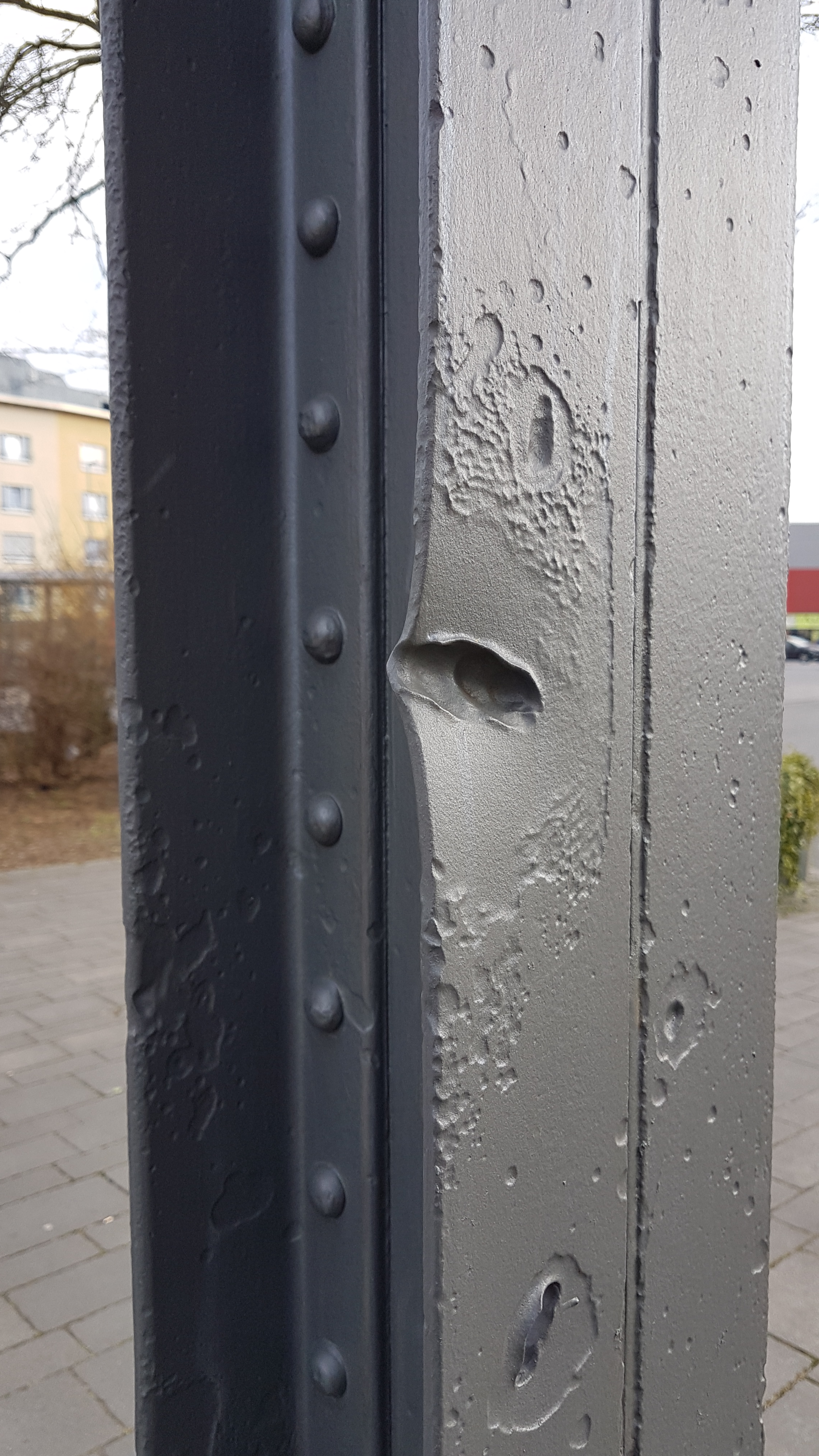
Einschüsse von Flugzeugangriff an Dachstütze vom Bahnhof Schwerte

Im Juni 1940 wurde der Bahnhof eines der Hauptangriffsziele des britischen Bomber Command im Ruhrgebiet. Am 31. Mai 1944 folgte der schwerste Luftangriff auf Schwerte, als US-amerikanische Bomber den Verschiebebahnhof attackierten. Über 217 Menschen wurden dabei getötet.
Da im Zweiten Weltkrieg zahlreiche Arbeiter zur Front einberufen oder zu anderen Diensten abbeordert waren, wurden im 1922 in Schwerte-Ost eingerichteten Eisenbahnausbesserungswerk zunehmend Frauen beschäftigt. 1942 wurde dort die Wochenarbeitszeit auf 63 Stunden heraufgesetzt. Vom 6. April 1944 bis zum 29. Januar 1945 bestand das KZ Schwerte, eine Außenstelle des Konzentrationslagers Buchenwald, die inhaftierten Menschen wurden zur Arbeit im Ausbesserungswerk gezwungen. In jenem Jahr waren 4000 Personen dort beschäftigt.
1945 endete der Betrieb im Bahnhof Geisecke, der während des Zweiten Weltkriegs zu den größten Rangierbahnhöfen Westdeutschlands gehört hatte. Aufgrund der Kriegsschäden blieb auch das Ausbesserungswerk zwei Wochen lang geschlossen. 1949 verließ die 30 000. Lok dessen Hallen, 1961 wurde die 40 000. ausgebesserte Lok verzeichnet. Die Deutsche Bundesbahn unterhielt in Schwerte vor allem Lokomotiven der Baureihen 42, 50 und 56. Zur Kompensierung der rückläufigen Anzahl von Dampflokomotiven rückte in den 1960er Jahren zunehmend die Unterhaltung von Güter- und Sonderwagen in den Vordergrund, auch Schneepflüge, Spreng- und Heizkesselwagen wurden gewartet. 1966 wurde erstmals die Schließung des Ausbesserungswerks erwogen, das Ende jenes Jahres nur noch 1200 Mitarbeiter zählte. Die Dampflokausbesserung endete am 25. Oktober 1967 mit einer Belegschaft von 700 Arbeitern. Die Zuteilung aller DB-eigenen Tiefladewagen, die Zerlegung ausgemusterter Lokomotiven und die Aufbereitung von Hemmschuhen, Instrumenten und Lampen beschäftigte bis 1980 noch knapp 500 Personen. 1983 wurde das Werk endgültig geschlossen.
Bis 2007 wurden die Bahnhofsanlagen von elektromechanischen Stellwerken gesteuert, es standen noch Formsignale.
Im Jahr 2011 folgte die Deutsche Bahn AG (DB) einem Antrag der Stadtverwaltung und des Vereins der Eisenbahnfreunde in Schwerte und „taufte“ einen ICE auf den Namen Schwerte.
2018 und 2019 wurden die Bahnsteige modernisiert, was deren Anhebung von 38 auf 76 cm Höhe über Schienenoberkante, den Einbau von Blindenleitstreifen und die Modernisierung der Dächer beinhaltete. Außerdem wurde an jedem Bahnsteig ein Aufzug nachgerüstet. Dazu musste an den Gleisen 1/2 und 3/4 jeweils der bisher gegenüber bestehende zweite Treppenaufgang entfernt werden. Der Bahnhof wurde so barrierefrei.

## Verkehr

### Schienenpersonenfernverkehr
Züge des Fernverkehrs halten seit 2002 nicht mehr in Schwerte, die stündlichen ICE der Relation Berlin–Köln fahren durch. Anfang 2016 wurde bekanntgegeben, dass wieder Intercity-Züge der Linie 34 in Schwerte halten sollen.
Anfang des 20. Jahrhunderts hielten Schnellzüge im Verkehr zwischen dem Raum Köln und Mittel- bzw. Ostdeutschland, ab den 1930er Jahren Züge zwischen Bad Wildungen und Arnheim. 1941 verkehrte ein durchgehender Schnellzug für Fronturlauber mit dem Laufweg Brest-Litowsk–Bebra–Arnsberg–Aachen–Brüssel–Ostende.
Das Schnellzug-Paar Amsterdam–Bad Wildungen verkehrte bis 1991, zudem liefen Schnellzüge nach Kassel, Leipzig und Berlin. Als Systemhalt wurde Schwerte auf der Interregiolinie 22 letztmals im Jahr 2002 bedient.
Von Dezember 2021 bis Dezember 2024 hielten wieder zwei Zugpaare der Intercity-Linie 34 Frankfurt-Münster (-Norddeich Mole) nach dem Vorbild der eingestellten Interregio-Linie in Schwerte.

### Schienenpersonennahverkehr
Am Bahnhof Schwerte (Ruhr) halten vier Linien des Nahverkehrs. Stündlich kann man mit dem Regionalverkehr in alle größeren benachbarten Städte wie Dortmund, Hagen, Münster, Köln oder Düsseldorf fahren. In der nachfolgenden Tabelle finden sich alle Linien des Schienenpersonennahverkehrs, die Schwerte bedienen.
| Linie | Verlauf | Takt                                                                             | Betreiber        |
| ----- | --- | -------------------------------------------------------------------------------- | ---------------- |
| RE 7  | Rhein-Münsterland-Express: Rheine – Emsdetten – Greven – Münster Hbf – Münster-Hiltrup – Drensteinfurt – Hamm (Westf) Hbf – Bönen – Unna – Holzwickede – Schwerte – Hagen Hbf – Ennepetal (Gevelsberg) – Schwelm – Wuppertal-Oberbarmen – Wuppertal Hbf – Solingen Hbf – Opladen – Köln Messe/Deutz – Köln Hbf – Dormagen – Neuss Hbf – Meerbusch-Osterath – Krefeld-Oppum – Krefeld Hbf Stand: Fahrplanwechsel Dezember 2023 | 60 min                                                                           | National Express |
| RE 13 | Maas-Wupper-Express: Venlo – Kaldenkirchen – Breyell – Boisheim – Dülken – Viersen – Mönchengladbach Hbf – Neuss Hbf – Düsseldorf-Bilk – Düsseldorf Hbf – Wuppertal-Vohwinkel – Wuppertal Hbf – Wuppertal-Barmen – Wuppertal-Oberbarmen – Schwelm – Ennepetal (Gevelsberg) – Hagen Hbf – Schwerte (Ruhr) – Holzwickede – Unna – Bönen – Hamm (Westf) Hbf Stand: Fahrplanwechsel Dezember 2023                                 | 60 min                                                                           | eurobahn         |
| RE 17 | Sauerland-Express: Hagen Hbf – Schwerte (Ruhr) – Fröndenberg – Wickede (Ruhr) – Neheim-Hüsten – Arnsberg – Oeventrop – Freienohl – Meschede – Bestwig – Olsberg – Brilon Wald Linienast 1: – Brilon Stadt Linienast 2: – Hoppecke – Messinghausen – Beringhausen – Bredelar – Marsberg – Westheim (Westf) – Scherfede – Warburg (Westf) Linienast 3: – Willingen Stand: Fahrplanwechsel Dezember 2024                         | 60 min Hagen – Brilon Stadt morgens Hagen – Warburg Clubsaison Hagen – Willingen | DB Regio         |
| RB 53 | Ardey-Bahn: Dortmund Hbf – Dortmund Signal-Iduna-Park – Dortmund-Hörde – Dortmund-Aplerbeck Süd – Schwerte (Ruhr) – Schwerte-Ergste – Hennen – Kalthof (Kr Iserlohn) – Iserlohnerheide – Iserlohn Stand: Fahrplanwechsel Dezember 2023 | 30 min (werktags) 60 min (Wochenenden/Feiertage)                                 | DB Regio         |

### Öffentlicher Straßenpersonennahverkehr
In der nachfolgenden Tabelle finden sich alle Buslinien, die Schwerte bedienen.
| Linie | Verlauf | Betreiber                              |
| ----- | --- | -------------------------------------- |
| R30   | Schwerte ZOB – Werner-Steinem-Platz – Ruhrtalmuseum – Ev. Krankenhaus – Schützenstraße – Schulzentrum Gänsewinkel – Lichtendorf Sölderstraße – Geisecke Naust – Geisecke Bahnhof – Geisecke Post – Rheinen Wellenbad – Hennen Marktplatz – Hennen Bahnhof – Kalthof Sterkenkamp – Kalthof Mitte – Schapker Weg – Ortlohnstraße – Hauptpost – Iserlohn Rathaus – Unnaer Platz – Iserlohn Stadtbahnhof | DB Westfalenbus                        |
| C31   | Holzen Heideweg – Erikastraße – Holzen Zum Prinzenwäldchen – Holzen Luisenstraße – Nickelfabrik – Schwerte ZOB – Werner-Steinem-Platz – Ruhrtalmuseum – Ostenstraße Stadtbad – Wittekindstraße – Gymnasium – Hermannstraße – Kreinberg – Römerstraße – Schwerterheide | Vehling Reisen (im Auftrag der VKU)    |
| C32   | Schwerte ZOB – Werner-Steinem-Platz – Ruhrtalmuseum – Villigst Alte Lay – Villigst Bachstraße – Ergste Elsebad – Ergste Bahnhof – Ergste Amtshaus – Ergste Im Wietloh | Quecke Reisen (im Auftrag von VKU/BRS) |
| C33   | Schwerte ZOB – Kath.Krankenhaus/RTG – Bergische Straße – Osthellweg – Agnes-Miegel-Straße – Regenbogenstraße – ZOB/Bahnhof, Schwerte – Kath. Krankenhaus – Schwerte Post – ZOB/Bahnhof, Schwerte – Regenbogenstraße – Agnes-Miegel-Straße – Osthellweg – Bergische Straße – Kath. Krankenhaus, Schwerte – Schwerte Post – Schwerte ZOB                                                               | Quecke Reisen (im Auftrag der VKU)     |
| R50   | Schwerte ZOB – Werner-Steinem-Platz – Ruhrtalmuseum – Ev. Krankenhaus – Schützenstraße – Schulzentrum Gänsewinkel – Lichtendorf Sölderstraße – Geisecke Post – Geisecke Bahnhof – Geisecke Gemeindehaus – Lichtendorf, Dortmund | DB Westfalenbus                        |
| 430   | Schwerte ZOB – Schwerte Post – Talweg – Bergstraße – Freischütz – Schwerter Wald – Berghofen Zentrum – Kleiberweg – DO. Hörde Bf | DSW21                                  |
| 594   | Schwerte ZOB – Werner-Steinem-Platz – Wandhofen – Tannenstraße – Reichshofstraße – Ruhrbrücke – Külpestraße – Turmstraße – Bauhaus – Hagen Hauptbahnhof | DB Rheinlandbus                        |

## Weitere Bahnhöfe in Schwerte
Schwerte verfügt über eine weitere Station im Stadtgebiet, den Haltepunkt Ergste an der Bahnstrecke Dortmund–Iserlohn, der (halb-)stündlich von der Ardey-Bahn (RB 53) angefahren wird. Der Bahnhof Schwerte Ost an der Oberen Ruhrtalbahn dient nur noch dem Güterverkehr, Personenzüge halten hier seit Mitte 1983 nicht mehr.